# Nemenčinė
Nemenčinė è una città della Lituania, situata nella contea di Vilnius.